# De Boog (brug)
De Boog is een stenen boogbrug over het Winsumerdiep in het dorp Winsum in de Nederlandse provincie Groningen. De brug vormt de oude verbinding tussen het voormalige dorp Obergum en het dorp Winsum.
Voor de 19e eeuw lag er een houten brug over het Grote Zijldiep, zoals het Winsumerdiep toen nog bekendstond. Het onderhoud hiervan kwam ten laste van het Houwerzijlvest, Schouwerzijlvest en de schepperijen Baflo, Rasquert en Obergum. In 1807 was het Zijldiep ter plekke sterk dichtgeslibd en kwam de doorstroming in gevaar. Ook verkeerde de brug in slechte staat. Het Winsumer- en Schaphalsterzijlvest, die het diep in beheer hadden, besloten daarop tot het uitgraven van het diep tussen Winsum en Obergum en de bouw van een stenen boogbrug ter vervanging van de houten brug. Spoedig daarop werd begonnen met het uitgraven van het diep. De aanbesteding van de brug verliep echter niet erg vlot en de weinige aannemers die inschreven bleven allemaal boven de raming. Een van de tijdelijke dammen om het drooggelegde deel van het Winsumerdiep kon op den duur de druk van het water niet meer houden, waarop het water met groot geweld binnenstroomde, daarbij aanzienlijke schade veroorzakend aan huizen aan beide zijden van het water. Een nieuwe aanbesteding van de brug op 11 juni 1808 leidde uiteindelijk tot de bouw door aannemer Jan de Vries, die het werk in het najaar van 1808 voltooide voor de som van 8976 gulden. Voor de bouw werden 63.000 bakstenen en 110 vaatjes cement gebruikt.
In 1824 werd de brug wegens gebreken ietwat hersteld. In 1843 vond een grote herstelbeurt plaats. Een jaar later werden 43 ijzers (ter verbinding van de zerken; stenen platen van de brug) vervangen door zwaardere exemplaren. In 1856 werden de bovengenoemde zijlvesten verenigd tot het waterschap Hunsingo en liet deze de brug vernieuwen. Een deel van de vleugelmuren werd daarbij opnieuw opgemetseld en de brug kreeg 12 nieuwe Bentheimer zandstenen dekzerken en 11 nieuwe muurankers. Met de bouw van een nieuwe brug eind 19e eeuw werd de last van de brug aanzienlijk verminderd.
In de meidagen van 1940 besloot de Nederlandse militaire leiding alle bruggen tussen Delfzijl en Zoutkamp op te blazen om de Duitse doortocht naar Vesting Holland via het noorden te vertragen. Daarbij werden in Winsum door de genie op 10 mei 1940 de spoorbrug, De Boog en de brug over de Provinciale weg opgeblazen. Op 25 mei besloot het waterschap Hunsingo de brug opnieuw op te bouwen. De aanbesteding vond echter pas plaats op 21 maart 1941, waarna de brug hetzelfde jaar werd herbouwd onder leiding van A. Dalmolen voor een bedrag van 7245 gulden.
De brug wordt nu onderhouden door de gemeente Het Hogeland. Sinds een aantal jaar mag de brug alleen nog door fietsers en voetgangers worden gebruikt.

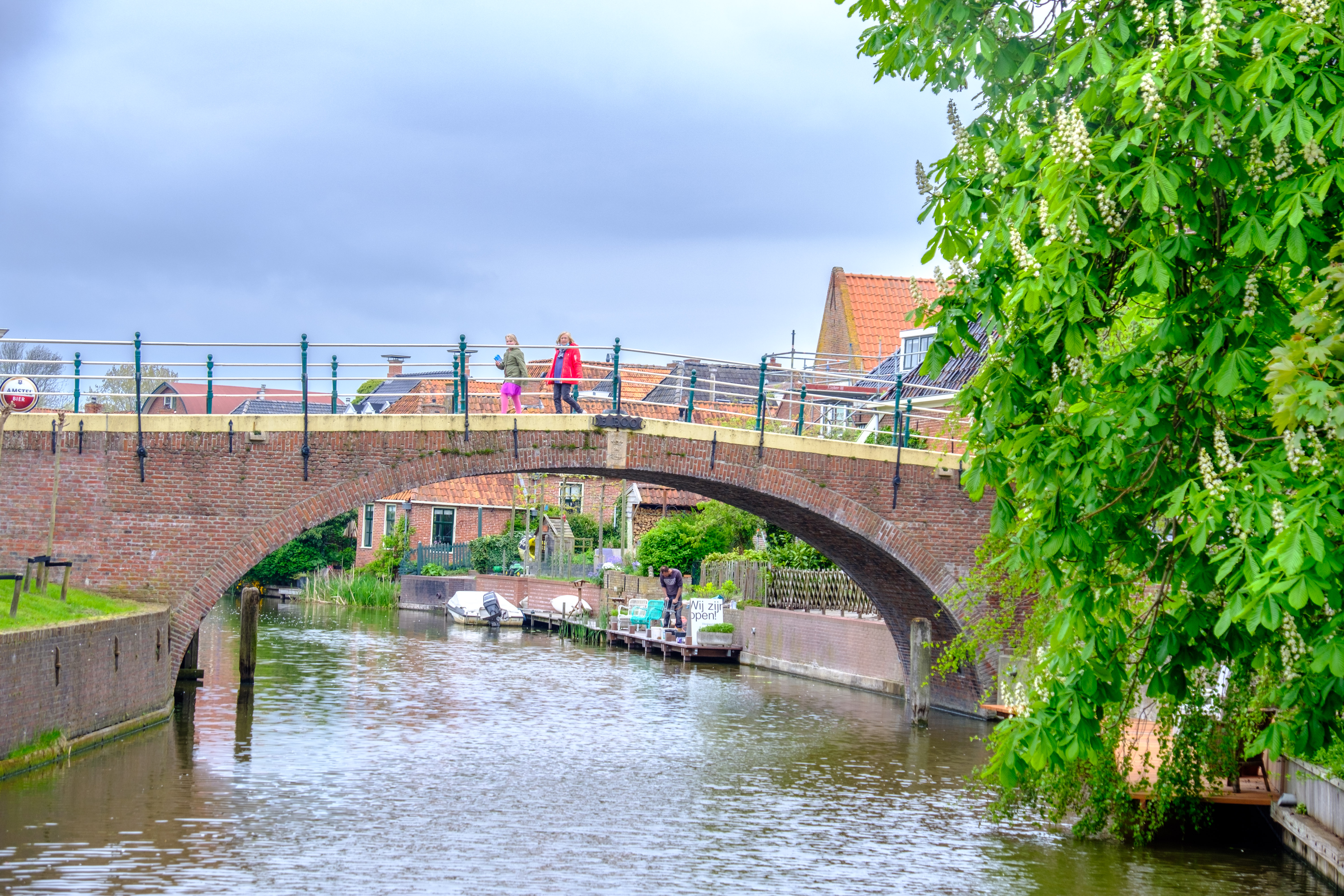
De Boog gezien over het water vanuit het westen